# Diana Agrest
Diana Inés Agrest (Buenos Aires, 1945) és una arquitecta, assagista i documentalista argentino-nord-americana. És reconeguda pel seu enfocament únic i innovador de la teoria i la pràctica de l'arquitectura i l'urbanisme.
Des del començament de la seva carrera, quan encara estudiava a Buenos Aires, va començar a desenvolupar un treball crític sobre el discurs urbà a conseqüència de la ineficàcia de les teories i models existents de disseny urbà, i a la necessitat de trobar maneres alternatives de pensar la ciutat en relació amb la seva pràctica. Com a resultat d'aquesta reflèxió va desenvolupar un treball crític, tant en la teoria com en la pràctica, que va desplegar a través de l'escriptura d'assajos teòrics, del seu propi treball com a arquitecta i de l'ensenyament. Va estar a l'avantguarda d'un enfocament postestructuralista com una eina pel fet de repensar críticament l'arquitectura, i en particular la ciutat i l'urbanisme. Se'n va anar a viure a París (França), on durant tres anys (fins al 1969) va realitzar el seu treball de postgrau a l'Ecole Pratique des Hautes Etudes i al Centre d'études et de recherches d'architecture et d'urbanisme (fundat a París el 1968). Va estudiar amb el filòsof francès Roland Barthes (1915-1980), conegut pel seu treball en la semiòtica. El 1969 va tornar a Buenos Aires i va obrir un estudi d'arquitectura. El 1971 va anar a Nova York, a l'Institute for Architecture and Urban Studies (Institut d'Estudis Urbans i d'Arquitectura), on treballaria entre 1972 i 1984.

## Treball acadèmic
El 1972 i 1973 va obtenir –després de fer les oposicions– un primer lloc docent a l'Escola d'Arquitectura i Planejament de la Universitat de Princeton com a professora a temps complet. Va ser la primera arquitecta dona que feia classes en aquesta universitat. Va impartir tant estudi de disseny com classes teòriques i seminaris, entre els quals va ser notori l'influent «La pràctica teòrica de l'arquitectura». El 1972 es va donar d'alta a l'Institute for Architecture and Urban Studies (AUS, o Institut d'arquitectura i estudis urbans) de Nova York, on va romandre dotze anys com a becària, fins a l'any 1984. A l'AUS va fer la recerca sobre el concepte de lloc finançada pel National Institute of Mental Health (NIMH o Institut Nacional de Salut Mental) i va ensenyar al Programa de Llicenciatura en Educació Arquitectònica, on va estar a càrrec de l'orientació pedagògica dels estudis de disseny. Més endavant es va convertir en directora del Advanced Workshop in Architecture and Urban Form (Taller Avançat d'Arquitectura i Forma Urbana). El 1977, sobre la base d'aquest treball, John Hejduk (degà de l'Escola d'Arquitectura de The Cooper Union for the Advancement of Science and Art) li va oferir un lloc de professora titular de temps complet. Entre 1987 i 1994, Agrest va dividir el seu ensenyament entre la Cooper Union i la Universitat de Colúmbia. També ha impartit classes com a professora convidada a les universitats de Princeton, Yale i París 8.
El 1996 va ser finalista com a candidata al deganat del Pratt Institute. El 2001 va ser candidata al deganat de la Facultat d'Arquitectura de la Cooper Union, però es va retirar com a semifinalista.

## Pràctica
Agrest va començar a practicar la seva professió des d'edat molt primerenca, després dels seus estudis a París, fent projectes i concursos experimentals i teòrics entre 1969 i 1977. El 1977, amb el seu espòs, l'arquitecte argentí Mario Gandelsonas (1938-), van dissenyar un trio d'edificis d'apartaments a Buenos Aires. El 1978 Agrest i Gandelsonas van fundar a Nova York l'empresa Agrest and Gandelsonas, i el 1980, A & G Development Consultants, Inc. També és directora de l'estudi Diana Agrest, Architect.
L'empresa va esdevenir líder en el camp que combina la modernitat tardana amb la semiòtica i les teories freudianas. A & G també dissenya interiors d'apartaments i oficines, incloent-hi el mobiliari. L'interior d'un apartament a l'avinguda Park Avenue (cap a 1990) utilitza materials com marbre rosa, granit i fustes exòtiques, combinats amb un sever disseny geomètric. L'empresa va construir una casa inusual, Vila Amore, a Sagaponack (a l'illa de Long Island). Es compon d'un conjunt d'edificis dissenyats per reflectir com les terres agrícoles s'estan convertint en zones d'habitatges. Aquesta casa de 750 m2, acabada el 1991, està construïda, parcialment, damunt de piloties i es connecta per passarel·les a altres components. Conté una cascada i una piscina. El bany principal és un cilindre de cristall.
El 2000, l'empresa va completar el Centre Comunitari de Melrose en un barri de baixos ingressos al Bronx (Nova York). Va ser dissenyat per donar cabuda als tres mil joves que viuen als edificis veïns. El principal edifici té forma ovalada i tant l'exterior com l'interior són de color plata i vermell. La construcció, de 1300 m², va trigar sis anys a ser completada i conté una pista de bàsquet de grandària completa, una cambra fosca (per a fotografia), una cuina estil restaurant, i un laboratori de computació.
Com a arquitecta i urbanista, ha participat en el disseny i la construcció de projectes amb la seva empresa als Estats Units, Amèrica del Sud, Europa i Àsia, que van des de projectes de disseny urbà i plans mestres, edificis institucionals i residencials de cases unifamiliars i interiors. El seu treball se centra en projectes urbans a diferents escales. Els projectes i edificis més recents són:
- John and Mary Pappajohn Sculpture Park, a Doe Moines (Iowa)
- Des Moines Vision Plan, segona fase.[4]
- Green Belt, a South Amboy (Nova Jersey)
- Liberty Harbor Market Square, a Jersey City
- International Film Center, en Shanghái (Xina)
- Disseny urbà i pla mestre per a la urbanització Xu Jia Hui, de 13 km², a Shanghái (Xina)
- Manhattan West, pla urbanístic pel West Side de Manhattan (Nova York)
- Pla mestre per al Renault Trapeze Site, de 0,61 km², a Boulogne Billancourt (França)
- Breukelen Community Center, a Brooklyn (Nova York)
- Complex campestre (farm complex) a José Ignacio (Uruguai)
- Complex campestre (farm complex), renovació i addicions, a Sagaponack (Nova York).
- Shingle-Schinkel Holiday House (1981-1982).[1]

És membre de l'American Institute of Architects (institut nord-americà d'arquitectes).
També ha desenvolupat una sèrie de projectes teòrics pel seu compte, com ara Els Echelles –la residència per a un compositor i pianista anònim a Mallorca–, el projecte del Park Square (a Boston), el projecte del China Bassin, pel Museu d'Art Modern de San Francisco (SFMOMA), el 1989. Aquest projecte es va avançar al seu temps en proposar una exploració crítica de la relació entre el discurs urbà i la naturalesa, i la forma urbana de distribució d'edificis, i va ser pioner del que més tard es va anomenar «urbanisme del paisatge». A partir d'aquest projecte, va escriure l'assaig teòric The return of the repressed: nature («La tornada del reprimit: la naturalesa»).
Diana Agrest ha participat en la concepció i realització de molts projectes a Europa, Amèrica, Àsia..., projectes urbans, edificis administratius, residencials, cases unifamiliars, com també interiors, pels quals va rebre molts premis.

## Documental
Agrest ha tingut una passió pel cinema des de fa molt temps i ha desenvolupat un enfocament de l'arquitectura urbana basada en gran part en el cinema i en la teoria del cinema. Va ser la primera a portar aquest tema a la llum en el marc de l'arquitectura com un tema teòric fonamental. El 1973 va presentar a Berkeley aquest treball com Design Vs Non-Design: A Problem in the Re-definition of Architecture («disseny contra no disseny: un problema en la redefinició de l'arquitectura»). Posteriorment es va publicar com a «Design vs. senar design», a la revista Oppositions, 6 (1976). El tema del cinema i la ciutat ha estat objecte d'una sèrie d'assajos, així com una important eina en el seu ensenyament. Basant-se en el seu treball teòric sobre el tema, el 1993 el Museu Whitney d'Art Americà li va sol·licitar que creés un programa –patrocinat pel museu, la Fundació Rockefeller i la Universitat de Nova York– sobre el cinema i la ciutat. Com a resultat d'això, va crear i va dirigir Framing the city: film, video, urban architecture (‘l'emmarcat de la ciutat: cinema, video, arquitectura urbana’), on va desenvolupar un enfocament de l'arquitectura urbana mitjançant el qual la pel·lícula s'utilitza en la seva relació amb la ciutat mitjançant la producció de «lectures cinematogràfiques» de la ciutat, com a punt de partida per a la producció de la forma urbana. Ha aplicat aquest enfocament de desenvolupament i comprensió del discurs urbà en els seus estudis de disseny, ampliant així les limitacions de la teoria i la pràctica del disseny urbà.
Com a cineasta va escriure i va dirigir el documental The making of an avant-garde: The Institute for Architecture and Urban Studies, 1967-1984 («com es va fer un avant-garde: l'Institut d'Arquitectura i Estudis Urbans, 1967-1984»), que va tenir la seva primera projecció privada al Museu d'Art Modern de Nova York el 2012.
Ha estat premiada amb el premi Excellence in Design Awards, per l'American Institute of Architects i amb el Masterward Award, de la Municipal Art Society de Nova York, entre altres reconeixements.

## Publicacions

### Llibres de Diana Agrest[4]
- «La lectura del sistema» (amb Mario Gandelsonas), al catàleg d'exhibició Processo a la imatge: recorregut conceptual; elements per a una reflexió activa. Buenos Aires: Galeria Carmen Waugh, desembre de 1970.[10]
- «Critical remarks on semiology and architecture», article en la revista Semiòtica, IX, págs. 252-271, 1972.[11]
- «Design vs. senar design», en la revista Oppositions, número 6, 1976.[8]
- A romanç with the city: the work of Irwin S. Chanin. Nova York: The Cooper Union, 1982.
- Monuments and places; the photographic work of Roberto Schezen, Rizzoli, 1987.[12]
- Architecture from without: theoretical framings for a critical practice, MIT Press, 1991 (publicat en japonès pel Kajima Institute).[11]
- Agrest and Gandelsonas works. Nova York: Princeton Architectural Press, 1995.[7]
- Agrest/Conway/Weisman (eds.): The sex of architecture. Harry N. Abrams, 320 pàgines, 1996.[13] Per aquest llibre va guanyar el premi International Book Award de la AIA (American Institute of Architects: Institut Nord-americà d'Arquitectes).[14]
- «Two pavilion house», en la revista Lotus International, 44, págs. 51-54, 1984.[1]
- «Shingle Schinkel», en la revista Lotus International, 44, págs. 55-57, 1984.[1]

Els seus treballs i assajos es presenten en llibres i enciclopèdies:
- «Deep Ellum, Dallas, Texas», en la revista Lotus International, 50, págs. 47-57, 1986.
- «Agrest and Gandelsonas», article en la revista Architecture Digital, págs. 20-21, 1991.
- Contemporary american architects, volum II. Alemanya: Benedikt Taschen Verlag GmbH, primavera de 1996.
- Hughes, Francesca (ed.): The architect: redefining her practice. MIT Press 1996.
- Vercelloni, Mateo (ed.): New American Houses. Itàlia: Edizioni L'Arcivolto, 1997.
- Hays, K. Michael (ed.): Architecture theory since 1968, MIT Press, 1998.
- Hayes, K. Michael (ed.): Oppositions reader. Nova York: Princeton Architectural Press, 1998.
- Dictionnaire encyclopedie de l'architecture du XX siecle. París: Hazan, 1998.
- Jodidio, P. (ed.): American architecture 2. Taschen, 1998.
- Allen, Stan (ed.): Practice, architecture, technique, and representation. Newark (Nova Jersey): G+B International Publishing Group, 1999.
- Hodge, Brooke: Not architecture but evidence that it exists: Lauretta Vinciarelli’s watercolors. Nova York: Princeton Architectural Press, 1999.[15]
- White, Norval, i Elliot Willensky: AIA guide to New York City. Nova York: Three Rivers Press, 2000.
- Grey, Susan (ed.): Architects on architects. Wiley and Sons, 2001.
- Balfour, Allan: World cities: New York. Anglaterra: Academy Editions, 2001.
- Balfour, Allan: New York architects. Wiley and Sons, 2002.
- Schezen, Roberto; i Michael Webb: Beach houses. HarperCollins, 2002.
- Harris, Bill; Jorg Brockmann; i Judith Dupre (eds.): 1000 New York buildings. Nova York: Black Dog & Leventhal Publishers, 2002.
- Encyclopedie de l'architecture du XX siecle. París: Hazan, 2003.
- Encyclopedia of twentieth century architecture. Nova York: Routledge, 2003.
- Chinese architecture highlights, 2005.
- Freireiss, Kristin: Informal city. Prestel, 2005.
- A guide to contemporary architecture in America, volum 2. Tòquio: Toto, 2006.
- Stern, Fishman, i Tilove: New York 2000: architecture and urbanism from the bicentennial to the millennium. The Monacelli Press, 2007.
- Gössel, Peter: Modern architecture A-Z. Benedikt Taschen GmbH, 2007.

Les seves obres, així com els seus projectes teòrics, han estat objecte de nombrosos assajos. Tant les seves obres com els seus escrits han estat àmpliament publicats a l'àmbit nacional internacional en revistes i periòdics.

## Honors i premis
- Premi Excellence in Design Awards, de la AIA (American Institute of Architects: Institut Nord-americà d'Arquitectes) de l'Estat de Nova York
- Premi Excellence in Design Awards, del capítol de la AIA corresponent a la ciutat de Nova York
- The Masterwork Award, de la Societat Municipal d'Art al millor edifici a la ciutat de Nova York
- Premi «Award of Merit» de la Society of Registered Architects (Societat d'Arquitectes Registrats), capítol Nova York.
- En 2008 va ser convertida en membre de la AIA (American Institute of Architects: Institut Nord-americà d'Arquitectes).
- En dues oportunitats (2004 i 2009) ha rebut beques de la Fundació Graham.
- En 2005 i 2009 va obtenir subvencions del New York State Council on the Arts (Consell de les Arts de l'Estat de Nova York),
- En 2006 va obtenir la beca AIA Brunner Grant.
- Dues vegades va obtenir fons de donants privats per a la seva pel·lícula documental The Making of an Avant-Garde: The Institute for Architecture and Urban Studies (1967-1984).
- En 1996 va rebre el AIA International Book Award (Premi Internacional del Llibre de l'Associació d'IA) pel llibre The sex of architecture.
- Va ser nominada per al Premi Chrysler el 1997, 1999 i 2001.
- Va ser nominada per al premi de l'Acadèmia Nord-americana de les Arts i les Lletres el 1991, 1992 i 1993.
- El 1967 va rebre una beca del Govern francès per estudiar dos anys a París.

## Exposicions
El seu treball ha estat exposat en museus, galeries i universitats als Estats Units i altres llocs del món:
- el Museu d'Art Contemporani de Los Angeles
- el Centre d'Art Walker, de Mineápolis
- The Dallas Museum of Contemporary Art (Texas)
- el Museu Fogg d'Art (Universitat Harvard)
- la galeria Leo Castelli, a Nova York
- el Centre Pompidou, a París
- La Triennale, un museu a Milà (Itàlia)
- el Deutsches Architekturmuseum (Museu Alemany d'Arquitectura), a Frankfurt (Alemanya Occidental)
- Museu d'Art Modern de San Francisco
- La Architectural League of New York
- Yale University School of Architecture Gallery (Galeria de l'Escola d'Arquitectura de la Universitat Yale).